# Le parole raccontate. Piccolo dizionario dei termini teatrali
(Andrea Camilleri in Le parole raccontate. Piccolo dizionario dei termini teatrali)
Le parole raccontate. Piccolo dizionario dei termini teatrali è un'opera di Andrea Camilleri, a cura di Roberto Scarpa , pubblicata nel 2001 dall'editore Rizzoli

## Sintesi
Ad ogni parola l'autore, dalla lunga esperienza teatrale, non dà una definizione ma riporta un breve racconto autobiografico o sue ironiche considerazioni che spiegano in modo personale e vivo il termine teatrale.
Così fa ad esempio riguardo al lemma "attore":

« A una delle ultime prove di una novità di Diego Fabbri, che doveva debuttare in un teatro milanese, assisteva il critico Renato Simoni che era un uomo di teatro completo, regista e autore di commedie in dialetto veneziano. C'era un attore di grande esperienza che non riusciva a entrare nella parte, faceva un prete di campagna al quale una giovane coppia era andata a domandare un aiuto spirituale.
 
- «Ti do un suggerimento» fece dalla platea il regista, ch'era un intellettuale. «Hai presente Bernanos? Bene tu sei un prete di quelli. Comportati con questa giovane donna esattamente come il prete di Bernanos si comporta con Mouchette...» 

L'attore, che non aveva mai inteso parlare né di Bernanos né di Mouchette, uscì, rientrò e fece peggio di prima. 

- «Forse non mi sono spiegato bene» disse il regista. «Ti dico una cosa che ti semplificherà tutto. Tu, come personaggio, hai molti debiti col giansenismo. Chiaro? Dunque agisci di conseguenza.» 

L'attore atterrito, uscì, rientrò e si ridusse quasi alla balbuzie.

Allora Simoni, che era un uomo molto grasso, pesantemente si alzò, si avviò verso il palcoscenico. L'attore si chinò ad ascoltarlo. 
Simoni, come sempre faceva, gli parlò in veneziano: 

- «Senti hai mai visto come si comporta uno di quei cani di guardia a un gregge di pecore?» 

- «Sì». 

- «Che fa?» 

- «Be', insegue la pecora scappata e abbaiando la costringe a rientrare nel gregge». 

- «La morde?» 

- «Mai». 

- «Bene, quel cane è il tuo personaggio, il prete.» 

All'attore s'illuminarono gli occhi, si diede una manata in fronte, uscì, rientrò e recitò benissimo.» 

## Contenuti
- Piccolo dizionario dei termini teatrali
- Il viaggio teatrale
- Papino, papino, ho paura (18 gennaio 2001. Pisa, platea del Teatro Verdi: Andrea Camilleri incontra i giovani allievi del Teatro)
- A colloquio con Andrea Camilleri (Terminato l'intervento di Andrea Camilleri inizia il colloquio con il pubblico composto soprattutto da giovani)
- Una prefazione fuori posto
- Un libro, anzi due (di Roberto Scarpa)
- Una prefazione fuori posto (Roberto Scarpa così presentò Andrea Camilleri e l'incontro "Il viaggio teatrale")

## Edizioni
- Andrea Camilleri, Le parole raccontate. Piccolo dizionario dei termini teatrali, Milano, Rizzoli, 2001,  p. 158, ISBN 88-17-86888-4.